# Maggie Kirkpatrick
Maggie Kirkpatrick (Albury, 29 de enero de 1941) es una actriz australiana, conocida por haber interpretado a Joan Ferguson en la serie Prisoner y por sus numerosas participaciones en teatro.

## Biografía
Es hija de James y Crissie Downs, tiene un hermano mayor Adrian Downs. Cuando Maggie tenía siete meses su padre fue asesinado mientras se encontraba en servicio como soldado al norte de África. Años más tarde su madre se casó con John Anderson.
En septiembre de 1963 se casó con Norman Kirkpatrick, un marinero mercante. La pareja dio la bienvenida a su primera hija Caitlin Kirkpatrick, y terminó divorciándose a mediados de la década de 1970.

## Carrera
En 1982 se unió al elenco principal de la popular serie Prisoner donde interpretó a la oficial de la prisión Joan "The Freak" Ferguson hasta 1986 luego de que su personaje fuera arrestado y transferido a Barnhurst.
En el 2001 apareció en el episodio "Bed of Roses" de la serie médica All Saints donde interpretó a Dawn Healy, más tarde en el 2008 apareció nuevamente en la serie ahora interpretando a Maria durante el episodio "Little Decisions"
En el 2003 apareció como invitada en la popular y exitosa serie australiana Home and Away donde interpretó a Viv "The Guv" Standish, la madre de Owen Dalby y la primera novia de Alf Stewart. Anteriormente había aparecido por primera vez en la serie en 1991 donde interpretó a Jean Chambers, la tía de Marilyn Chambers en siete episodios. 
En el 2000 apareció en un video de la banda Silverchair, donde interpretó la imagen de una cabeza robótica futurista.

## Apoyo
Maggie es firme defensora de los derechos de las personas homosexuales y ha hecho varias apariciones en el "Fair Day" como parte del festival Mardi Gras.

## Filmografía

### Series de televisión
| Año         | Título                           | Personaje       | Notas                            |
| ----------- | -------------------------------- | --------------- | -------------------------------- |
| 2008        | All Saints                       | Maria           | episodio "Little Decisions"      |
| 2003 - 2004 | Home and Away                    | Viv Standish    | 11 episodios                     |
| 2000        | Blue Heelers                     | Marj Cummings   | episodio "The Gumshoe"           |
| 2000        | Pizza                            | Joan Ferguson   | episodio "Gambling Pizza"        |
| 1999        | Water Rats                       | Sadie Seymor    | episodio "Red Light"             |
| 1995        | G.P.                             | Joan Mullins    | episodio "Relative Strangers"    |
| 1994        | The Ferals                       | Tía Mavis       | episodio "Rock Horror"           |
| 1992        | Hey Dad..!                       | Hermana Maureen | episodio "Nun the Wiser"         |
| 1991        | The Miraculous Mellops           | Mrs. Kafka      | 2 episodios                      |
| 1990        | Betty's Bunch                    | Betty           | -                                |
| 1989        | Dearest Enemy                    | -               | -                                |
| 1988        | Richmond Hill                    | Ivy Hackett     | -                                |
| 1982 - 1986 | Prisoner                         | Joan Ferguson   | 389 episodios                    |
| 1982        | Spring & Fall                    | -               | episodio "Thanks Brother"        |
| 1982        | Jonah                            | -               | miniserie                        |
| 1979        | The Oracle                       | -               | -                                |
| 1978        | Chopper Squad                    | Mrs. Roland     | episodio "A Deed Without a Name" |
| 1978        | Father, Dear Father in Australia | Mrs. Floyd      | episodio "The Wisdom of Patrick" |
| 1976        | Who Do You Think You Are?        | -               | -                                |
| 1972        | Snake Gully with Dad and Dave    | -               | -                                |
| 1971        | The Godfathers                   | -               | -                                |
| 1971        | The Thursday Creek Mob           | -               | -                                |

### Películas
| Año  | Título                 | Personaje      | Notas                                                                                 |
| ---- | ---------------------- | -------------- | ------------------------------------------------------------------------------------- |
| 2002 | Hetty                  | Thelma         | junto a Carole Skinner, Don Reid, Lola Nixon y Shane McNamara                         |
| 1997 | Welcome to Woop Woop   | Ginger         | junto a Johnathon Schaech, Rod Taylor, Susie Porter y Barry Humphries                 |
| 1996 | Lilian's Story         | -              | junto a Ruth Cracknell, Barry Otto, Toni Collette y John Flaus                        |
| 1995 | Billy's Holiday        | Maureen O'Hara | junto a Max Cullen, Drew Forsythe, Sacha Horler, Richard Roxburgh y Genevieve Lemon   |
| 1993 | Encounters             | Tía Helen      | junto a Kate Raison, Martin Sacks y Martin Vaughan                                    |
| 1982 | The Pirate Movie       | Ruth           | junto a Kristy McNichol, Christopher Atkins, Garry McDonald, Ted Hamilton y Bill Kerr |
| 1990 | The Ham Funeral        | Mrs. Fauburgus | junto a Tyler Coppin, Max Cullen, Robyn Nevin y Kerry Walker                          |
| 1978 | The Getting of Wisdom  | Sarah          | junto a Julia Blake, Dorothy Bradley, Kay Eklund y Kerry Armstrong                    |
| 1978 | The Night, the Prowler | Madge Hopkirk  | junto a John Derum, Terry Camilleri, Peter Collingwood y Doug Scroope                 |
| 1977 | The F.J. Holden        | Betty Armstead | junto a Paul Couzens, Carl Stever, Gary Waddell y Sigrid Thornton                     |
| 1976 | Summer of Secrets      | -              | junto a Kate Fitzpatrick, Rufus Collins y Nell Campbell                               |

### Apariciones
| Año  | Programa                  | Notas                                  |
| ---- | ------------------------- | -------------------------------------- |
| 2006 | Where Are They Now        | episodio "Prisoner" - artista invitada |
| 2005 | After They Were Famous    | episodio "Villains" - artista invitada |
| 2005 | The Paul O'Grady Show     | episodio # 2.55 - artista invitada     |
| 2001 | Aussies: Who Gives a XXXX | contribuyente                          |

### Videos musicales
| Año | Grupo       | Canción                    | Notas                        |
| --- | ----------- | -------------------------- | ---------------------------- |
| -   | Silverchair | "Anthem For The Year 2000" | apareció en el video musical |

### Teatro
| Año       | Obra                            | Personaje           | Director (a)      | Teatro                | Notas                                                              |
| --------- | ------------------------------- | ------------------- | ----------------- | --------------------- | ------------------------------------------------------------------ |
| 2008 2009 | Wicked                          | Madame Morrible     | -                 | Capitol Theatre       | junto a Lucy Durack, Amanda Harrison, Rob Mills y Penny McNamee    |
| 2005 2007 | The Shoe-Horn Sonata            | Bridie Cartwright   | Jennifer Hagan    | Alexander Theatre     | junto a Belinda Giblin                                             |
| 2005 2006 | Fiddler on the Roof             | Yente               | Sammy D. Bayes    | Her Majesty's Theatre | junto a Bartholomew John, James Lee y Garry Scale                  |
| 2005      | The Q Story                     | -                   | -                 | Q Theatre             | junto a Belinda Giblin, Jeanne Little y Phillip Scott              |
| 2003      | Still Here                      | -                   | -                 | -                     | -                                                                  |
| 2003      | Major Barbara                   | Rummy Minchens      | Robyn Nevin       | Parade Theatre        | junto a Deborah Kennedy, Mark Priestley y Toby Schmitz             |
| 2002      | Singing in the Rain             | Dora Bailey         | David Atkins      | Festival Theatre      | junto a Brendan Hanson, Rachael Beck y Vic Rooney                  |
| 2000      | Peggy for You                   | Peggy Ramsay        | John Krummel      | Marian St. Theatre    | junto a Michelle Doake, David Downer y Mark Kilmurry               |
| 2000      | The Beauty Queen of Leenane     | Mag                 | Garry Hines       | Bridge Theatre        | junto a Ryan Johnson, Tracy Mann y Greg Saunders                   |
| 1998      | A Delicate Balance              | Claire              | Simon Phillips    | Drama Theatre         | junto a Michael Craig, Jane Harders, Heather Mitchell y Don Reid   |
| 1997      | The Cripple Of Innishmaan       | Eileen              | Maeliosa Stafford | Sydney Theatre        | -                                                                  |
| 1997      | Social Climbers                 | Maxine              | Babs McMillan     | Marian St. Theatre    | -                                                                  |
| 1997      | A Passionate Woman              | Betty Derbyshire    | Alan Beecher      | Perth Theatre         | -                                                                  |
| 1997      | The Screw is Loose              | -                   | Nancye Hayes      | -                     | -                                                                  |
| 1995 1996 | Prisoner Cell Block H (Musical) | Joan Ferguson       | David McVicar     | Palace Theatre        | junto a Christine Glen, Alison Jiear, Terry Neason y Jeffrey Perry |
| 1995      | The Shoe-Horn Sonata            | Bridie Cartwright   | Crispin Taylor    | Ensemble Theatre      | junto a Melissa Jaffer                                             |
| 1993      | Lend Me a Tenor                 | Julia               | Gary Down         | Glen St. Theatre      | junto a Tony Harvey, Peter Rowley y Rowena Wallace                 |
| 1991      | Sailor Beware                   | Emma Hornett        | Peter Whitford    | Marian St. Theatre    | junto a Judi Farr, Russell Newman y Jackie Woodburne               |
| 1989      | The Ham Funeral                 | Mrs Fauburgus       | Philip Cusack     | Wharf Theatre         | junto a Max Cullen, Robyn Nevin, Pamela Rabe y Kerry Walker        |
| 1989      | Anything Goes                   | Evangeline Harcourt | Philip Cusack     | State Theatre         | junto a Tom Blair, Marina Prior, Geraldine Turner y Peter Whitford |
| 1988      | Don's Party                     | Jenny               | Graeme Blundell   | -                     | -                                                                  |
| 1987      | Emerald City                    | Elaine Ross         | John Sumner       | -                     | junto a Peter Carroll, Gary Day, Genevieve Mooy y Jacki Weaver     |
| 1987      | Blood Relations                 | Hilda               | Jim Sharman       | Drama Theatre         | junto a Geoff Morrell, Deborah Kennedy y John Wood                 |
| 1986      | Absurd Person Singular          | -                   | John Palmer       | Marian St. Theatre    | -                                                                  |
| 1983      | Little Me                       | Belle Poitrine      | -                 | Melbourne Theatre     | -                                                                  |
| 1981      | Farewell Brisbane Ladies        | -                   | Kevin Palmer      | Playbox Theatre       | junto a Monica Maughan                                             |
| 1980      | Pirates at the Barn             | -                   | Neil Armfield     | -                     | junto a Simon Burke, Stuart Campbell y Tony Taylor                 |
| 1980      | Songs From Sideshow Alley       | -                   | Rodney Fisher     | Paris Theatre         | -                                                                  |
| 1980      | The One Day Of The Year         | -                   | Kevin Palmer      | State Theatre         | -                                                                  |
| 1979      | The Druid's Rest                | -                   | Alastair Duncan   | Marian St. Theatre    | junto a Gordon McDougall, Hugh Munro y Alan Tobin                  |
| 1979      | A Cheery Soul                   | -                   | Jim Sharman       | Old Tote Theatre      | -                                                                  |
| 1978      | The Night of the Iguana         | -                   | Ted Craig         | Drama Theatre         | junto a Prue Bassett, Roger Carroll, Ronald Falk y Judi Farr       |
| 1978      | Da                              | -                   | Peter Collingwood | Parade Theatre        | junto a Tom Farley, Jessica Noad y Alan Tobin                      |
| 1977      | Deathtrap                       | Helga Ten Doorp     | Michael Blakemore | -                     | -                                                                  |
| 1977      | The Lower Depths                | -                   | Liviu Ciulei      | Drama Theatre         | junto a John Bell, Ralph Cotterill, Ben Gabriel y Kris McQuade     |
| 1977      | The Time Is Not Yet Right       | -                   | Peter Collingwood | Drama Theatre         | junto a Joan Bruce, Ric Hutton y Helen Morse                       |
| 1977      | Don't Piddle Against the Wind   | -                   | John Tasker       | Jane St. Theatre      | junto a John Clayton, Ron Graham y Noni Hazlehurst                 |
| 1977      | The Ripper Show                 | -                   | Stanley Walsh     | Jane St. Theatre      | junto a Ron Graham, Noni Hazlehurst y Don Reid                     |
| 1976      | All Over                        | -                   | Aubrey Mellor     | -                     | junto a Bill Bentley, Patricia Kennedy y Dallas Lewis              |
| 1976      | A Man Of Respect                | -                   | Colin George      | -                     | -                                                                  |
| 1976      | Family Lore                     | -                   | Colin George      | -                     | -                                                                  |
| 1974 1975 | Irene                           | Emmeline Marshall   | Freddie Carpenter | Her Majesty's Theatre | junto a Julie Anthony, Robert Colman y Nancye Hayes                |
| 1975      | We Find A Bunyip                | -                   | Richard Brooks    | Twelfth Night Theatre | -                                                                  |
| 1973      | Lysistrata                      | -                   | Ted Craig         | Parade Theatre        | junto a John Allen, Maggie Blinco, John Cousins y Ron Haddrick     |
| 1973      | A Voyage Round My Father        | -                   | Euan Smith        | Comedy Theatre        | junto a Anthony Hawkins, Robert Healey, Barry Hill y Jessica Noad  |
| 1972      | The Seagull                     | Madam Arkadina      | Brian Syron       | New Theatre           | junto a Susan Casey, Brian Mills, Rob Steele y George Szewcow      |
| 1972      | Flash Jim Vaux                  | -                   | Aarne Neeme       | Nimrod Theatre        | -                                                                  |
| 1971      | The Disorderly Women            | -                   | Shirley Broadway  | New Theatre           | junto a Brian Fone, Susan McDonald, Lisa Noonan y Rob Steele       |
| 1971      | Truth                           | -                   | Aubrey Mellor     | Jane St. Theatre      | junto a Elaine Cusick, Gary Day, Bill Pearson y David Whitford     |
| 1971      | Tom Paine                       | -                   | David Young       | New Theatre           | junto a Rob Dallas, Gai Longmuir y Bill Whittle                    |
| 1970      | The Bandwagon                   | -                   | Robert Chetwyn    | Phillip Theatre       | junto a Roger Cardwell, Damien Parker y Jacki Weaver               |
| 1970      | Childhead's Doll                | -                   | Bryan Nason       | Jane St. Theatre      | junto a Philip Armit, Elaine Cusick, Gary Day y Peter Whitford     |
| 1969      | The Skin Of Our Teeth           | -                   | Eric Long         | New Theatre           | junto a Sue Broadway, David Calcott y Maureen Sivyer               |
| 1969      | You Know I Can't Hear You...    | -                   | Stefan Haag       | Harry Miller Theatre  | -                                                                  |
| 1968      | Going, Going, Gone!             | -                   | Roger Milliss     | New Theatre           | junto a Linal Haft, Marcus Hale, James Kemp y Roderick Young       |
| 1968      | America Hurrah                  | -                   | John Tasker       | New Theatre           | junto a John Hargreaves, Caroline Terry y Roderick Williams        |
| 1968      | Postmark Zero                   | -                   | Roger Milliss     | New Theatre           | junto a Pat Barnett, Susan Day, Drew Kemp y Howard Vernon          |
| 1964      | The Hostage                     | Meg                 | -                 | New Theatre           | -                                                                  |
| 1963      | The World Of Shalom Alecheim    | -                   | -                 | New Theatre           | -                                                                  |
| 1961      | Macbeth                         | Bruja               | -                 | -                     | -                                                                  |